# Jakanie
Jakanie (я́канне) – zjawisko występujące w języku białoruskim polegające na tym, że samogłoski /е/ oraz /ё/ w pierwszej sylabie przed akcentem oznaczane są w piśmie jako /я/, np. ездзіць – язда, сем – сямнаццаць, мёд – мядок.
Partykułę не w języku białoruskim wymawia się jak ня [n’a], jeśli kolejne słowo ma akcent na pierwszej sylabie, np. не быў [n’а^byu], co wpływa na wymowę w polszczyźnie, np. [n’a był] – zamiast [n’e był]. Możliwa jest także interferencja białoruskiej wymowy przyimka без [b’ez/b’es], wymawianego jako бяз [b’az/b’as].
Mianem „jakania” (яканье) określa się w dialektologii rosyjskiej zjawisko zlewania się samogłosek etymologicznych /a/, /o/ i /e/ w [’a] w pierwszej sylabie przed akcentem po spółgłoskach miękkich. Wyróżnia się: 
- jakanie mocne (сильное яканье) polegające na występowaniu głoski [a] niezależnie od kontekstu (gwary pskowskie(inne języki), występuje również w białoruskim języku literackim): [н’а] слá ([n’a]sła) ‘niosła‘, [н’а]сý ([n’a]su) ‘niosę‘, [н’а]си́ ([n’a]si) ‘nieś‘;
- jakanie dysymilacyjne vs asymilacyjne, asymilacyjno-dysymilacyjne (диссимилятивное, ассимилятивное, ассимилятивно-диссимилятивное яканье) różnicujące samogłoskę przedakcentową na zasadzie przeciwieństwa vs zgodności tej samogłoski z akcentowaną ze względu na stopień rozwarcia (gwary smoleńskie(inne języki), gwary kursko-orłowskie(inne języki), gwary riazańskie(inne języki)), na przykład jakanie dysymilacyjne typu żyzdryńskiego: [н’и]слá ([n’i]sła) – przed /a/, [н’а]сý ([n’a]su), [н’а]си́ ([n’a]si); jakanie asymilacyjno-dysymilacyjne typu nowosiołkowskiego: [н’а]слá ([n’a]sła), [н’а]сý ([n’a]su), [н’а]си́ ([n’a]si), [н’ис’oм] ([n’is’om]) ‘niesiemy‘ – przed [’o] z /e/;
- jakanie umiarkowane (умеренное яканье) – wartość samogłoski przedakcentowej jest uwikłana w twardość/miękkość następującej po niej spółgłoski (gwary tulskie(inne języki)): [н’аслá] ([n’asła), [н’асý] ([n’asu]), [н’ис’и́] ([n’is’i]) – przed spółgłoską s’.